# Wydział Techniczno-Inżynieryjny Politechniki Wrocławskiej
Wydział Techniczno-Inżynieryjny (W-15) Politechniki Wrocławskiej – jednostka naukowo-dydaktyczna (jeden z 16 wydziałów) Politechniki Wrocławskiej, która powstała w 2015 roku.

## Struktura Wydziału
- Zakład niezawodności i diagnostyki systemów mechatronicznych - W15/Z1

## Władze Wydziału
- Dziekan dr inż. Andrzej Figiel, docent.
- Prodziekan dr inż. Wojciech Połowczuk

## Edukacja
Obecnie wydział daje możliwość podjęcia nauki na kierunku: mechatronika pojazdów na studiach I stopnia (inżynierskie). Studenci mają możliwość kontynuowania nauki na II stopniu na wydziałach Politechniki Wrocławskiej we Wrocławiu.